# كارل شيل
كارل شيل (بالألمانية: Karl Scheel)‏ (و. 1866 – 1936 م) هو فيزيائي وكاتب عمومي من ألمانيا. ولد في روستوك.
توفي في برلين، عن عمر يناهز 70 عاماً.

## جوائز
حصل على جوائز منها:

Silver Leibniz medal ‏ (1931)